# Bathysquilla microps
Bathysquilla microps är en kräftdjursart som först beskrevs av Manning 1961.  Bathysquilla microps ingår i släktet Bathysquilla och familjen Bathysquillidae. Inga underarter finns listade i Catalogue of Life.